# Le Républicain (Essonne)
Pour les articles homonymes, voir Le Républicain.
Le Républicain est un hebdomadaire local francilien de l'Essonne fondé à la Libération par Jean Bouvet et dont le siège est aujourd'hui situé à Évry. Le premier numéro, distribué gratuitement sur la commune de Corbeil et sa région, est sorti le vendredi 6 octobre 1944.
Le journal hebdomadaire est diffusé sur l'ensemble du département de l'Essonne, à travers une édition, chaque jeudi.

## Organisation
La rédaction est répartie sur deux sites, à Ris-Orangis, au 1 rue Jules Guesde et dans une agence délocalisée à Étampes, au 11 rue de la Juiverie.
Robert Mendibure en est le rédacteur en chef et propriétaire.